# Zuid-Korea op de Olympische Zomerspelen 2008

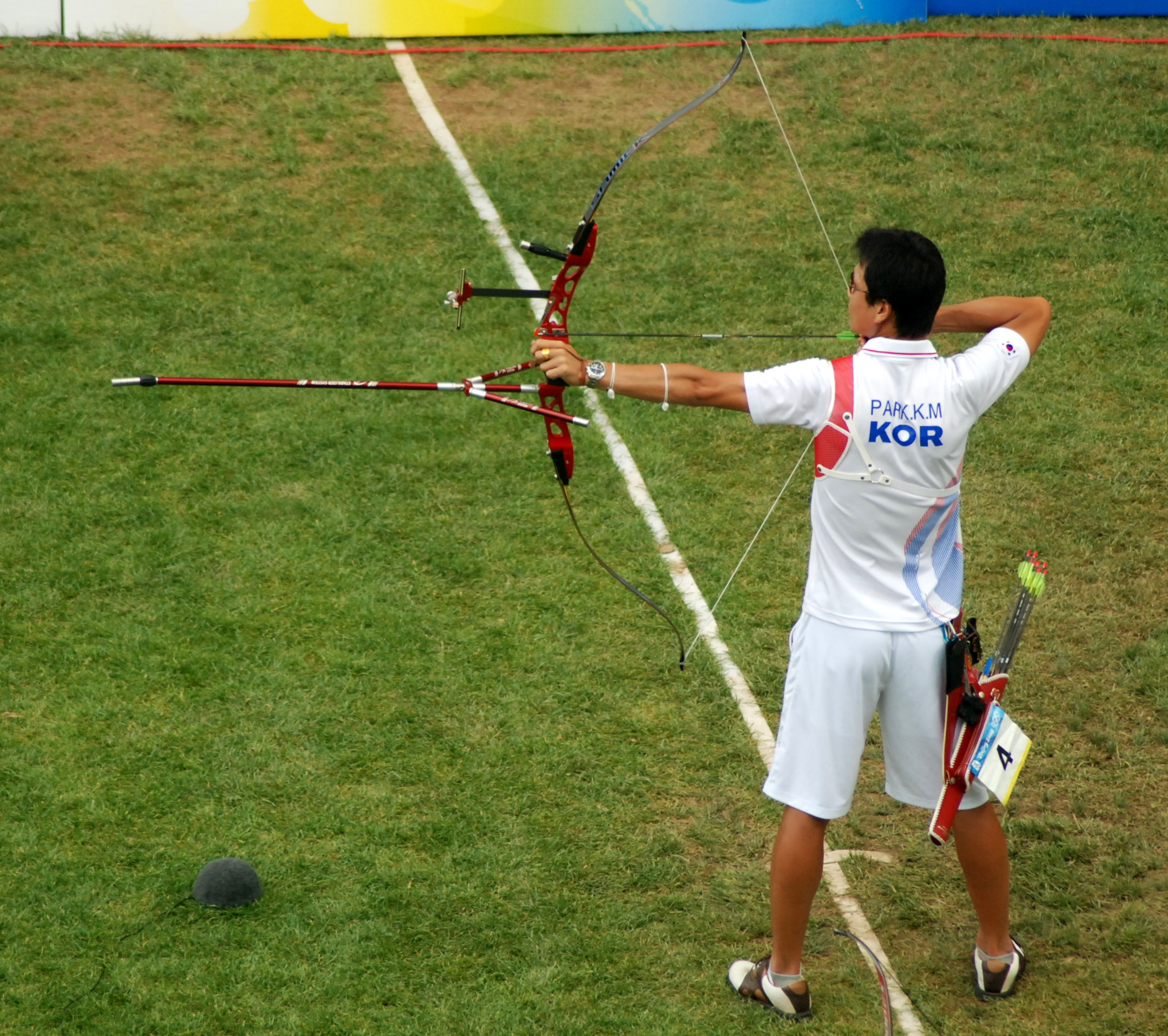
Park Kyung-Mo

Zuid-Korea nam deel aan de Olympische Zomerspelen 2008 in Peking, China. Het debuteerde op de Zomerspelen in 1948 en deed in 2008 voor de vijftiende keer mee. Op de vorige Spelen werd negen keer goud gewonnen, nu was dit gestegen tot dertien. Het totale aantal medailles nam met één toe.

## Medailleoverzicht
| Sport         | Olympiër                                              | Discipline                    | Medaille |
| ------------- | ----------------------------------------------------- | ----------------------------- | -------- |
| Badminton     | Lee Hyo-Jung Lee Yong-Dae                             | gemengd dubbel                | Goud     |
| Boogschieten  | Park Kyung-Mo Lee Chang-Hwan Im Dong-Hyun             | mannen team                   | Goud     |
| Boogschieten  | Joo Hyun-Jung Park Sung-Hyun Yun Ok-Hee               | vrouwen team                  | Goud     |
| Gewichtheffen | Sa Jae-Hyouk                                          | tot 77 kg (m)                 | Goud     |
| Gewichtheffen | Jang Mi-ran                                           | boven 75 kg (v)               | Goud     |
| Honkbal       | Olympisch team                                        | mannen                        | Goud     |
| Judo          | Choi Min-Ho                                           | tot 60 kg (m)                 | Goud     |
| Schietsport   | Jin Jong-Oh                                           | 50 m pistool (m)              | Goud     |
| Taekwondo     | Son Tae-Jim                                           | tot 68 kg (m)                 | Goud     |
| Taekwondo     | Cha Dong-Min                                          | boven 81 kg (m)               | Goud     |
| Taekwondo     | Lim Su-Jeong                                          | tot 57 kg (v)                 | Goud     |
| Taekwondo     | Hwang Kyung-Seon                                      | tot 67 kg (v)                 | Goud     |
| Zwemmen       | Park Tae-Hwan                                         | 400 m vrij (m)                | Goud     |
| Badminton     | Lee Hyo-Jung Lee Kyung-Won                            | dubbelspel (v)                | Zilver   |
| Boogschieten  | Park Kyung-Mo                                         | mannen                        | Zilver   |
| Boogschieten  | Park Sung-Hyun                                        | vrouwen                       | Zilver   |
| Gewichtheffen | Im Jyoung-Hwa                                         | tot 48 kg (v)                 | *        |
| Gewichtheffen | Yoon Jin-Hee                                          | tot 53 kg (v)                 | Zilver   |
| Gymnastiek    | Yoo Won-Chul                                          | brug (m)                      | Zilver   |
| Judo          | Wang Ki-Chun                                          | tot 73 kg (m)                 | Zilver   |
| Judo          | Kim Jae-Bum                                           | tot 81 kg (m)                 | Zilver   |
| Schermen      | Nam Hyun-hee                                          | floret (v)                    | Zilver   |
| Schietsport   | Jong Oh-Jin                                           | 10 m luchtpistool (m)         | Zilver   |
| Zwemmen       | Park Tae-Hwan                                         | 200 m vrij (m)                | Zilver   |
| Badminton     | Hwang Ji-Man Lee Jae-Jin                              | dubbelspel (m)                | Brons    |
| Boksen        | Kim Jung-Joo                                          | weltergewicht (tot 69 kg) (m) | Brons    |
| Boogschieten  | Yun Ok-Hee                                            | vrouwen                       | Brons    |
| Handbal       | Olympisch team                                        | vrouwen                       | Brons    |
| Judo          | Jeong Gyeonmi                                         | tot 78 kg (v)                 | Brons    |
| Tafeltennis   | Lee Jung-woo Oh Sang-eun Ryu Seung-min Yoon Jae-young | team (m)                      | Brons    |
| Tafeltennis   | Dang Ye-seo Kim Kyung-ah Moon Hyun-jung Park Mi-young | team (v)                      | Brons    |
| Worstelen     | Park Eun-Chul                                         | grieks-romeins, tot 55 kg (m) | Brons    |

* Deze medaille werd haar op 12 januari 2017 alsnog toegekend na diskwalificatie van zowel de gouden als zilveren medaille winnaressen.

## Deelnemers en resultaten
(m) = mannen, (v) = vrouwen 

### Handbal
| Olympiër | Discipline | Resultaat | Prestatie |
| --- | ---------- | --------- | --- |
| An Jung-Hwa Bae Min-Hee Choi Im-Jeong Hong Jeon-Bo Huh Soon-Yong Kim Cha-Youn Kim Nan-Sun Kim Ona Lee Min-Hee Moon Pil-Hee Oh Seon-Gok Oh Yong-Ran Park Chung-Hee Song Hai-Rim | vrouwen    | Brons     | groepsfase: 29-29 Zuid-Korea - Rusland 30-20 Zuid-Korea - Duitsland 31-23 Zuid-Korea - Zweden 32-33 Zuid-Korea - Rusland 33-22 Zuid-Korea - Hongarije kwartfinale: 31-23 Zuid-Korea - China halve finale: 28-29 Zuid-Korea - Noorwegen bronzen finale: 33-28 Zuid-Korea - Hongarije |

### Honkbal
| Olympiër | Discipline | Resultaat | Prestatie |
| --- | ---------- | --------- | --- |
| Bong Jung-Keun Chong Tae-Hyon Jang Won-Sam Jeong Keun-Woo Jin-Ka Byong Han Kyoo Kang Min-Ho Kim Dong-Joo Kim Hyun-Soo Kim Kwang-Hyun Kim Min-Jae Ko Young-Min Kwon Hyuk Lee Dae-Ho Lee Jin-Young Lee Jong-Wook Lee Seung-Yuop Lee Taek-Keun Lee Yong-Kyu Oh Seung-Hwan Park Jin-Man Ryu Hyun-Jin Song Seung-Jun Yoon Suk-Min | mannen     | Goud      | groepsfase: 8-7 Zuid-Korea - Verenigde Staten 1-0 Zuid-Korea - Canada 5-3 Zuid-Korea - Japan 1-0 Zuid-Korea - China 9-8 Zuid-Korea - Chinees Taipei 7-4 Zuid-Korea - Cuba 10-0 Zuid-Korea - Nederland halve finale: 6-2 Zuid-Korea - Japan finale: 3-2 Zuid-Korea - Cuba |

Afghanistan · Albanië · Algerije · Amerikaanse Maagdeneilanden · Amerikaans-Samoa · Andorra · Angola · Antigua en Barbuda · Argentinië · Armenië · Aruba · Australië · Azerbeidzjan · Bahama's · Bahrein · Bangladesh · Barbados · België · Belize · Benin · Bermuda · Bhutan · Bolivia · Bosnië en Herzegovina · Botswana · Brazilië · Britse Maagdeneilanden · Bulgarije · Burkina Faso · Burundi · Cambodja · Canada · Centraal-Afrikaanse Republiek · Chili · China · Chinees Taipei · Colombia · Comoren · Congo-Brazzaville · Congo-Kinshasa · Cookeilanden · Costa Rica · Cuba · Cyprus · Denemarken · Djibouti · Dominica · Dominicaanse Republiek · Duitsland · Ecuador · Egypte · El Salvador · Equatoriaal-Guinea · Eritrea · Estland · Ethiopië · Fiji · Filipijnen · Finland · Frankrijk · Gabon · Gambia · Georgië · Ghana · Grenada · Griekenland · Groot-Brittannië · Guam · Guatemala · Guinee · Guinee‑Bissau · Guyana · Haïti · Honduras · Hongarije · Hongkong · Ierland · IJsland · India · Indonesië · Irak · Iran · Israël · Italië · Ivoorkust · Jamaica · Japan · Jemen · Jordanië · Kaaimaneilanden · Kaapverdië · Kameroen · Kazachstan · Kenia · Kirgizië · Kiribati · Koeweit · Kroatië · Laos · Lesotho · Letland · Libanon · Liberia · Libië · Liechtenstein · Litouwen · Luxemburg · Macedonië · Madagaskar · Malawi · Malediven · Maleisië · Mali · Malta · Marshalleilanden · Marokko · Mauritanië · Mauritius · Mexico · Micronesië · Moldavië · Monaco · Mongolië · Montenegro · Mozambique · Myanmar · Namibië · Nauru · Nederland · Nederlandse Antillen · Nepal · Nicaragua · Nieuw-Zeeland · Niger · Nigeria · Noord-Korea · Noorwegen · Oeganda · Oekraïne · Oezbekistan · Oman · Oostenrijk · Oost‑Timor · Pakistan · Palau · Palestina · Panama · Papoea-Nieuw-Guinea · Paraguay · Peru · Polen · Portugal · Puerto Rico · Qatar · Roemenië · Rusland · Rwanda · Saint Kitts en Nevis · Saint Lucia · Saint Vincent en Grenadines · Salomonseilanden · Samoa · San Marino · Sao Tomé en Principe · Saoedi-Arabië · Senegal · Servië · Seychellen · Sierra Leone · Singapore · Slovenië · Slowakije · Soedan · Somalië · Spanje · Sri Lanka · Suriname · Swaziland · Syrië · Tadzjikistan · Tanzania · Thailand · Togo · Tonga · Trinidad en Tobago · Tsjaad · Tsjechië · Tunesië · Turkije · Turkmenistan · Tuvalu · Uruguay · Vanuatu · Venezuela · Verenigde Arabische Emiraten · Verenigde Staten · Vietnam · Wit-Rusland · Zambia · Zimbabwe · Zuid-Afrika · Zuid-Korea · Zweden · Zwitserland
Uitgesloten van deelname: Brunei